# Andres Rennit
Andres Rennit (Pseudonym A. Rahuleid, * 24. Oktoberjul. / 5. November 1860greg. in Kuressaare, Kreis Viljandi; † 3. September 1936 in Viljandi) war ein estnischer Schriftsteller.

## Leben
Rennit ging nur ein paar Winter auf die Gemeindeschule in Kuressaare und war danach bei einem Schuster in Pärnu in der Lehre. Ab 1886 lebte er in Viljandi, wo er unter anderem beim Druck von Lilli Suburgs Zeitschrift Linda mitarbeitete. Ab 1890 arbeitete er für verschiedene Zeitungen, seit 1893 war er als Buchhändler tätig, 1897 gründete er eine Druckerei, die 1917 verkauft wurde. Danach hielt er sich mit Zeitungsverkauf über Wasser und starb in Armut.

## Werk
Rennits Dichtung ist häufig gekennzeichnet von einem Vaterlandspathos, wie es seit Lydia Koidula häufig in der estnischen Lyrik im letzten Drittel des 19. Jahrhunderts der Fall war. Bereits der Titel seiner ersten Sammlung, Die Nachtigall aus Sakala, enthält eine unverhohlene Hommage an Koidula, deren zweiter Gedichtband (1867) Die Nachtigall vom Emajõgi hieß. Einige seiner Gedichte haben in vertonter Form größere Bekanntheit erlangt und sind bis heute populär.
Rennit hat auch einige Erzählungen und Schauspiele verfasst.

## Bibliografie
- Sakala Ööpik ('Die Nachtigall aus Sakala'). Viljandi: F. Feldt 1883. 43 S.
- Nurmelt ja niidult ('Von Feld und Wiese'). Viljandi: A. Renniti rmtkpl 1894. 88 S.
- Mu meelen kuldne kodukotus ('Im Sinn das goldene Heim'). Tallinn: Eesti Riiklik Kirjastus 1960. 108 S.

## Sekundärliteratur
- A. Kaelas: Andres Rennit, in: Eesti Kirjandus10/1936, S. 438–448,
- Abel Nagelmaa: A. Renniti kirjanduslikust pärandist, in: Keel ja Kirjandus 10/1960, S. 630–631.
- Endel Priidel: Põline viljandlane Andres Rennit, in: Ders.: Viljandi ja kirjamehed. Tallinn: Eesti Raamat 1971, S. 43–47.